# 四萬十川

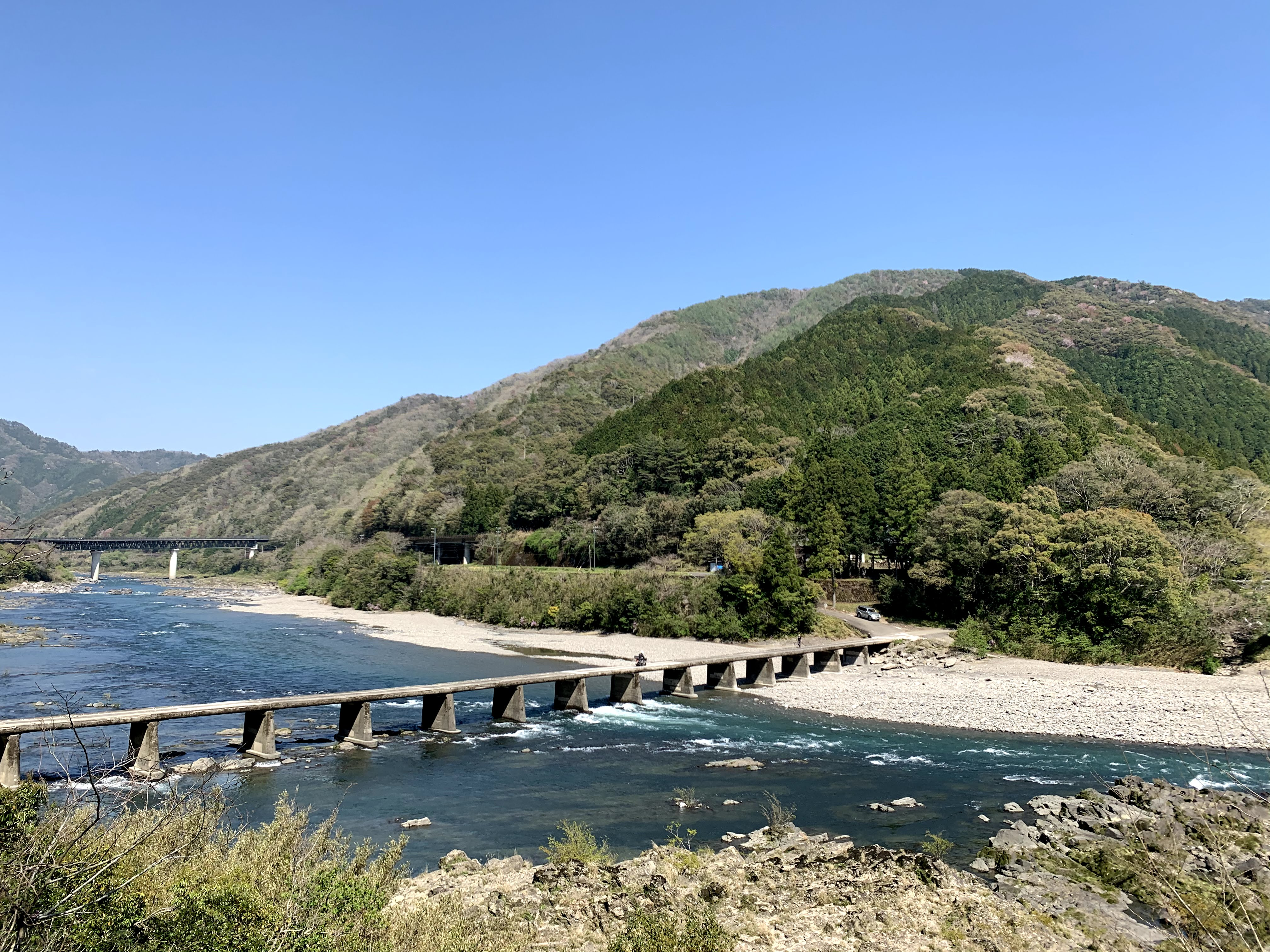
春季的四萬十川

四萬十川（日语：／ Shimantogawa */?）是位于日本高知縣西部渡川水系的河川，全長196公里，流域面積為2270平方公里。四萬十川是四國地區的第二大河，因其上游至下游未建設任何大型水庫，而有「日本最後的清流」之稱，並與柿田川和長良川並稱為日本三大清流。四萬十川也被選為名水百選和日本秘境100選之一。

## 主要支流
- 檮原川
- 廣見川
- 黑尊川
- 目黑川
- 中筋川

## 關連項目
- 日本秘境100選
- 香風景100選
- 四萬十市
- 四萬十町
- 四萬十川之戰
- 中村車站

## 外部連結
- 高知縣四萬十川流域振興室
- 32°56′02″N 132°59′45″E / 32.933847°N 132.995722°E（河口位置）